# Línea 135 (Rosario)
Línea 135 es una línea de transporte urbano de pasajeros de la ciudad de Rosario, Argentina. El servicio desde 2021 hasta 2023 fue operado por la empresa estatal Movi fusionado con los itinerarios de 129 y 134 bajo la denominación de Línea 129 134 135.
Anteriormente el servicio de la línea 135 era prestado en sus orígenes y bajo la denominación de línea F por empresa Las Delicias Transporte Automotor S.R.L. (renombrándose luego línea F Roja, y posteriormente a 1986, línea 135), luego Las Delicias S.A., posteriormente la Sociedad del Estado Municipal para el Transporte Urbano Rosario -SEMTUR- desde 2009 hasta el 31 de diciembre de 2018 y desde el 1° de enero de 2019 la empresa estatal Movi.

## Recorrido

### 135
Servicio diurno y nocturno.
|  | lDAMPF | KBHFa |  |

|  |  | BHF |

|  |  | BHF |

|  | STR+l | ABZgr |  |

| CONTf | BHF | STR |  |

|  | STR | DST | BUS2 |

|  | STR | BHF | CONTg |

|  | STR | BHF | CONTg |

| CONTf | BHF | STR |  |

|  | STR | BHF | CONTg |

| CONTf | STR+lBUEq | STR+lBUEq | CONTg |

| CONTf | BHF | STR |  |

| CONTf | BHF | BHF | CONTg |

| CONTf | BHF | BHF | CONTg |

| CONTf | BHF | BHF | CONTg |

|  | STR | BHF | CONTg |

| CONTf | BHF | STR |  |

| CONTf | BHF | STR |  |

| CONTf | BHF | STR |  |

| CONTf | STR+lBUEq | STR+lBUEq | CONTg |

| CONTf | BHF | BHF | CONTg |

|  | STR | BHF | CONTg |

|  | STR | BHF | CONTg |

|  | STRl | STRr |  |